# Puerto Vallarta, Hidalgo
Puerto Vallarta är en ort i Mexiko.   Den ligger i kommunen Chapantongo och delstaten Hidalgo, i den sydöstra delen av landet, 100 km norr om huvudstaden Mexico City. Puerto Vallarta ligger 2 119 meter över havet och antalet invånare är 267.
Terrängen runt Puerto Vallarta är varierad. Runt Puerto Vallarta är det ganska tätbefolkat, med 72 invånare per kvadratkilometer. Närmaste större samhälle är Tezontepec de Aldama, 17,6 km sydost om Puerto Vallarta. I omgivningarna runt Puerto Vallarta växer huvudsakligen savannskog.